# Пам'ятки архітектури Луцького району
Станом на 1 січня 2009 року у Луцькому районі Волинської області нараховується 29 пам'яток архітектури, з яких 13 — національного значення.
| № п/п                  | Найменування пам'ятки (матеріал)         | Адреса                 | Дата спорудження (автор) | Охор. № та № у комплексі | Дата і № рішення                                   |
| Національного значення | Національного значення                   | Національного значення | Національного значення   | Національного значення   | Національного значення                             |
| ---------------------- | ---------------------------------------- | ---------------------- | ------------------------ | ------------------------ | -------------------------------------------------- |
| 1                      | Михайлівська церква (дер.)               | с. Несвіч              | 1771 р.                  | 104/1                    | Постанова Ради Міністрів УРСР від 24.08.63 № 970   |
| 2                      | Дзвіниця Михайлівської церкви (дер.)     | с. Несвіч              | 1771 р.                  | 104/2                    | -//-                                               |
| 3                      | Покровська церква (мур.)                 | с. Піддубці            | 1745 р.                  | 125/1                    | -//-                                               |
| 4                      | Брама (мур.)                             | с. Піддубці            | 1745 р.                  | 125/2                    | Постанова Ради Міністрів УРСР від 24.08.63 № 970   |
| 5                      | Михайлівська церква (мур.)               | с. Білосток            | 1636 р.                  | 142                      | -//-                                               |
| 6                      | Успенська церква (дер.)                  | с. Шепель              | 1780 р.                  | 146                      | -//-                                               |
|                        | Комплекс церкви Різдва Богородиці (мур.) | с. Воротнів            | 1785-1869 рр.            | 1032                     | Постанова Ради Міністрів УРСР від 06.09.79 № 442   |
| 7                      | Церква Різдва Богородиці(мур.)           | с. Воротнів            | 1785 р.                  | 1032/1                   | -//-                                               |
| 8                      | Дзвіниця церква Різдва Богородиці (м)    | с. Воротнів            | 1869 р.                  | 1032/2                   | -//-                                               |
| 9                      | Мур з брамою(мур.)                       | с. Воротнів            | 1869 р.                  | 1032/3                   | -//-                                               |
| 10                     | Хрестовоздвиженська церква (мур.)        | с. Коршів              | 1777 р.                  | 1033                     | -//-                                               |
| 11                     | Миколаївська церква (дер.)               | с. Смолигів            | 1743 р.                  | 1034/1                   | -//-                                               |
| 12                     | Дзвіниця (дер.)                          | с. Смолигів            | 18 ст.                   | 1034/2                   | -//-                                               |
| 13                     | Церква Св. Луки (дер.)                   | с. Усичі               | 17 ст.                   | 1035                     | -//-                                               |
| Місцевого значення     |                                          |                        |                          |                          |                                                    |
| 14                     | Церква Параскеви (дер.)                  | с. Милуші              | поч. 17 ст.              | 102-м                    | Рішення виконкому обласної ради від 27.08.90 № 187 |
| 15                     | Церква Іоанна Богослова (дер.)           | с. Сьомаки             | 1875 р.                  | 103-м                    | -//-                                               |
| 16                     | Церква Олександра Невського (дер.)       | с. Підгайці            | 1868 р.                  | 104-м                    | -//-                                               |
| 17                     | Успенська церква (дер.)                  | с. Баїв                | 1875 р.                  | 188-м                    | Рішення виконкому обласної ради від 03.04.92 № 76  |
| 18                     | Хрестовоздвиженська церква (дер.)        | с. Буків               | 1768 р.                  | 189-м                    | -//-                                               |
| 19                     | Миколаївська церква (дер.)               | с. Городище            | 1920 р.                  | 190-м                    | -//-                                               |
| 20                     | Громадська будівля (мур.)                | с. Забороль            | поч. 18 ст.              | 191-м                    | -//-                                               |
| 21                     | Соборобогородицька церква (мур.)         | с. Забороль            | 1920 р.                  | 192-м                    | -//-                                               |
| 22                     | Миколаївська церква (дер.)               | с. Городок             | 1890 р.                  | 193-м                    | -//-                                               |
| 23                     | Житловий будинок (дер.)                  | с. Одеради             | поч. 19 ст.              | 195-м                    | -//-                                               |
| 24                     | Кірха (мур.)                             | с. Озеряни             | 1920 р.                  | 196-м                    | -//-                                               |
| 25                     | Василівська церква (дер.)                | с. Боголюби            | 1883 р.                  | 197-м                    | -//-                                               |
| 26                     | Михайлівська церква (дер.)               | с. Промінь             | 1885 р.                  | 198-м                    | -//-                                               |
| 27                     | Борисоглібська церква (дер.)             | с. Романів             | 1885 р.                  | 199-м                    | -//-                                               |
| 28                     | Казанська церква (мур.)                  | с. Садів               | 1910 р.                  | 200-м                    | -//-                                               |
| 29                     | Школа (мур.)                             | смт. Торчин            | 1920 р.                  | 201-м                    | -//-                                               |
|                        |                                          |                        |                          |                          |                                                    |

## Джерело
- [Архівовано 9 листопада 2016 у Wayback Machine.] Пам'ятки Волинської області